# Richard Samek
Richard Samek (* 1978 Třebíč) je český operní zpěvák.

## Biografie
Richard Samek se narodil v Třebíči, ve třetí třídě základní školy začal chodit do pěveckého sboru, od devíti let chodil do třídy zpěvu v Lidové škole umění v Náměšti nad Oslavou, zde jej vyučovala Helena Pechová. Následně vystudoval gymnázium v Třebíči. Mezi lety 1996 a 2002 vystudoval operní zpěv na Hudební fakultě Janáčkovy akademie múzických umění v Brně v ročníku Anny Barové. Následně nastoupil do angažmá do Národního divadla v Brně, kde působil mezi lety 2002 a 2003 a mezi lety 2006 a 2007. V roce 2006 působil také ve Státní opeře Praha a mezi lety 2007 a 2012 působil jako sólista Divadla J. K. Tyla v Plzni, v plzeňském divadle působil např. v roli Jeníka v Prodané nevěstě nebo Fausta ve Faustovi a Markétce. Hostoval také v divadle F. X. Šaldy v Liberci. V roce 2014 působil také v Theater Magdeburg, v roce 2015 a 2016 působil v Staatsoper Hannover. Od roku 2010 působí jaké stálý host v Staatsoperette Dresden, kde odehrál např. roli Jeníka v Prodané Nevěstě nebo Vévody z Urbina v Noci v Benátkách. Od roku 2014 je v státní opeře v Drážďanech ve stálém angažmá. V roce 2017 a 2018 působí v Aalto-Musiktheater Essen.
Hostoval také v Japonsku a Kanadě. Pracuje s komorními nebo symfonickými orchestry, jako jsou Bratislavská filharmonie, Česká filharmonie, Filharmonie Brno, Jihočeská komorní filharmonie, Pražská komorní filharmonie, Státní filharmonie Košice, Symfonický orchestr hl. m. Prahy FOK. Tokyo Metropolitan Symphony Orchestra, BBC Symphony Orchestra, Orchestra Accademia Nazionale di Santa Cecilia nebo Slovenská filharmónia. Vystupuje také na mezinárodních hudebních festivalech jako jsou Dvořákova Praha, Festival Špilberk, Hudební festival Znojmo, Janáčkovy Hukvaldy, Janáčkův máj, Moravský podzim, Pražské jaro, Pražský podzim, Smetanova Litomyšl, Svatováclavský hudební festival, Třebíčský operní festival, Seefestspiele Mörbisch a další.
Žije v Plzni, je ženatý a má dvě dcery. Mezi jeho koníčky patří programování, cestování, čtení sci-fi, jízda na kole, plavání, běh a in-line brusle.

## Role
- 2023 Burún, Strážce, Bohuslav Martinů: Ariadna, koncertní provedení opery v rámci Dnů Bohuslava Martinů 2023.[7] Opera byla provedena v obsazení: Simona Šaturová (Ariadna), Peter Kellner (Theseus), Richard Samek (Burún), Jozef Benci (Minotaurus), Richard Novák (Stařec) a členové Pražského filharmonického sboru se sbormistryní Šárkou Csölle Knížetovou. Českou filharmonii řídil Tomáš Netopil.[8]